# Salorno
Salorno (Duits: Salurn) is een gemeente in de Italiaanse provincie Zuid-Tirol (regio Trentino-Zuid-Tirol) en telt 3781 inwoners (31-03-2017) waarvan een meerderheid Italiaanstalig. De oppervlakte bedraagt 33 km², de bevolkingsdichtheid is 114 inwoners per km².

## Geografie
De gemeente ligt op ongeveer 224 m boven zeeniveau en heeft aan de Brennerspoorlijn ook een station Salorno-Salurn.
Salurn grenst aan de volgende gemeenten: Capriana (TN), Cembra (TN), Faver (TN), Giovo (TN), Grauno (TN), Grumes (TN), Kurtinig an der Weinstraße, Margreid an der Weinstraße, Mezzocorona (TN), Montan, Neumarkt, Roverè della Luna (TN), Valda (TN).
De Duits-Italiaanse taalgrens van de Adige-vallei loopt door Salorno.

## Geboren in Salorno
- Hieronymus Noldin (1838-1922), Oostenrijks moraaltheoloog